# A7V
Az A7V a német hadsereg első sorozatban gyártott harckocsija volt az első világháború során. 1917 májusára fejlesztették ki, az egyre növekvő brit és francia páncélosveszély ellensúlyozására. Az új Sturmpanzerwagen (magyarul páncélozott rohamkocsi) azonban ormótlan konstrukciónak bizonyult, nagy magassága miatt könnyen instabillá válhatott. A járművet 18 fős személyzet üzemeltette, egy ágyút és 6 géppuskát szállított. Az A7V-ből mindössze 21 darabot gyártottak a háború során, ez részben a harckocsi rossz teljesítményének tudható be, részben pedig a már addigra túlterheltté váló német hadipar nem volt képes fedezni a gyártás anyagszükségletét. A német hadvezetés zsákmányolt szövetséges harckocsik használatát részesítette előnyben. A hadtörténelem első páncélos csatáját 1918. április 24-én, Villeres-Bretonneux térségében a brit Mark IV-esek és a német A7V-k vívták.

## Galéria

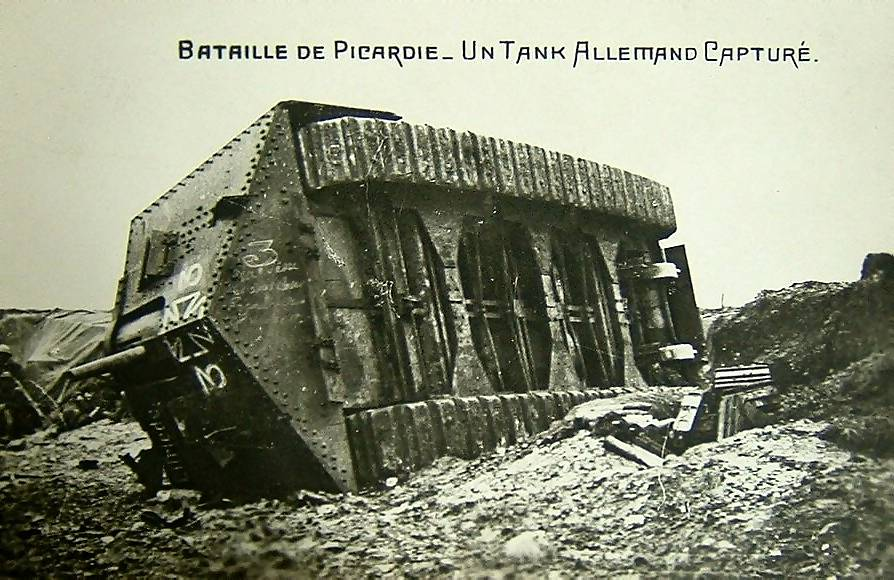
Felborult A7V - jól látható az alváz-szerkezet. A fénykép 1918. április 24-én készült Villers-Bretonnaux település közelében
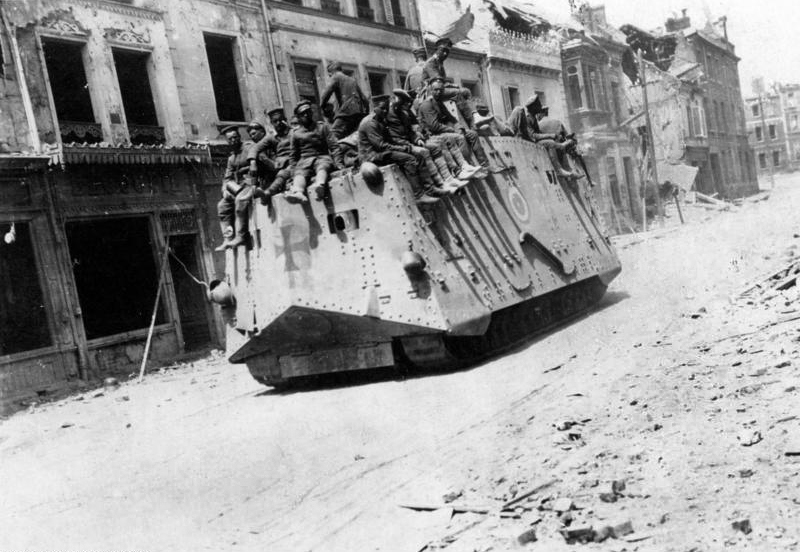
A7V harckocsi 1918. március 21-én a nyugati fronton
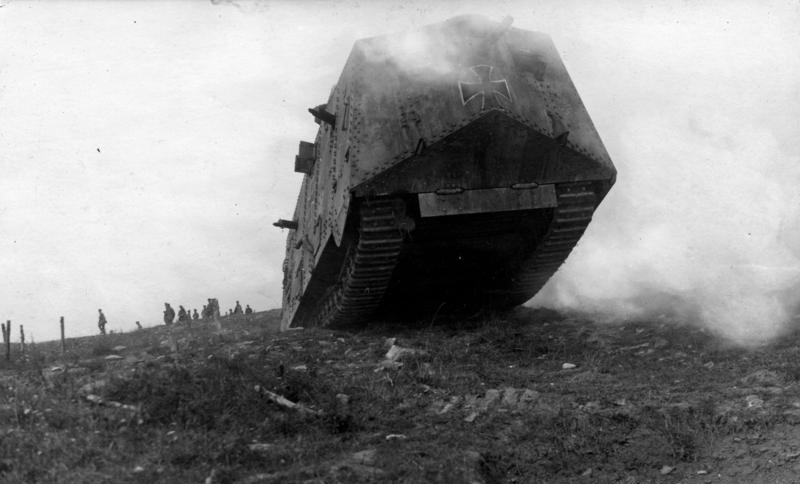
Terepen 1917-ben